# Cratere Lippmann
Lippmann è un grande cratere lunare di 160,07 km situato nella parte sud-orientale della faccia nascosta della Luna.